# Porpidia ochrolemma
Porpidia ochrolemma är en lavart som först beskrevs av Vain., och fick sitt nu gällande namn av Brodo & R. Sant. Porpidia ochrolemma ingår i släktet Porpidia och familjen Lecideaceae.  Arten är reproducerande i Sverige. Inga underarter finns listade i Catalogue of Life.